# Buck Hill
Roger „Buck“ Hill (*  13. Februar 1927 in Washington, D.C.; † 20. März 2017 in Greenbelt, Maryland) war ein US-amerikanischer Jazz-Tenorsaxophonist. 

## Biographie
Buck Hill begann seine Karriere im Jahr 1943, konnte aber lange Zeit nicht von der Musik leben und arbeitete über dreißig Jahre als Briefträger. 1958/59 spielte er mit Charlie Byrd und war in den 1960er Jahren nur gelegentlich als Musiker aktiv. wie bei John Eaton. 1973 nahm er mit dem Washingtoner Trompeter Allan Houser auf. Ab Ende der 1970er Jahre nahm er schließlich mehrere Alben als Leader für das SteepleChase-Label auf, die er mit Gastmusikern wie Kenny Barron, Buster Williams, Reuben Brown, Barry Harris, Johnny Coles und Billy Hart einspielte. Die Sängerin Shirley Horn, die ebenfalls aus Washington stammt, ließ ihn bei einigen ihrer Alben der 1990er Jahre mitwirken, so ist Hill auf Close Enough for Love (1988), You Won’t Forget Me (1990) und zuletzt auf The Main Ingredient zu hören. Buck Hill verbrachte die meiste Zeit seiner Musikerkarriere mit lokalen Musikern in der Gegend um Washington, D.C.; er gilt dennoch nach Richard Cook & Brian Morton als eine der bedeutenden „regionalen Jazzmusiker“, der bei vielen seiner Kollegen hohes Ansehen besitzt. Sein Saxophonstil erinnert mit seinem breiten Ton an Coleman Hawkins, obwohl er von sich selbst sagt, von Lester Young beeinflusst zu sein.

## Diskographische Hinweise
- This Is Buck Hill (SteepleChase Records, 1978) mit Kenny Barron, Buster Williams, Billy Hart
- Scope (SteepleChase, 1979)
- Easy to Love (SteepleChase, 1981) mit Reuben Brown, Wilbur Little, Billy Hart
- Impressions (SteepleChase, 1983)
- Capital Hill (Muse Records, 1989) mit Barry Harris, Ray Drummond, Freddie Waits
- The Buck Stops Here (Muse, 1990)
- The Buck Stops Here (Muse, 1990) mit Johnny Coles, Barry Harris, Ray Drummond, Kenny Washington
- I’m Beginning to See the Light (Muse, 1991)
- Impulse (Muse, 1992)
- Hot Mustard Jazz Band: Don't Postpone Joy – Hot Mustard with Buck Hill (Zest, 1992), mit Dave Burns, Paul Wingo
- Northsea Festival (SteepleChase, 1997), mit Reuben Brown
- Uh Huh! Buck Hill Live at Montpelier (Jazzmont, 2000)
- Relax (Severn Records, 2006)

## Lexikalischer Eintrag
- Richard Cook, Brian Morton: The Penguin Guide to Jazz on CD. 6. Auflage. Penguin, London 2002, ISBN 0-14-051521-6.